# Shujaat Khan

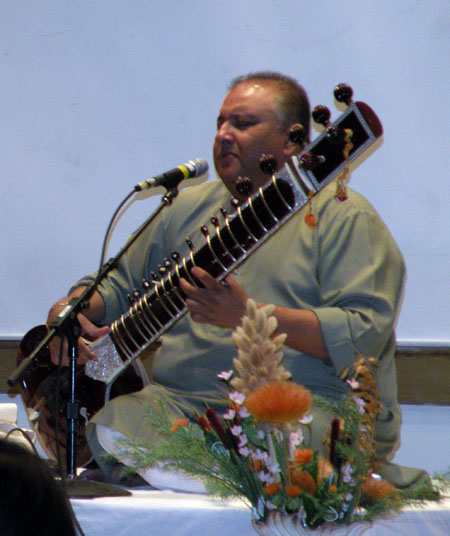
Shujaat Khan, 2011

Shujaat Husain Khan, auch Shujaat Hussain Khan, (* 19. Mai 1960 in Kalkutta) ist ein indischer Sitarspieler.
Shujaat Khan entstammt einer alten indischen Musikerfamilie und ist selbst Musiker in der siebenten Generation. Zu ihr gehörten sein Ur-Urgroßvater Sahabdad Khan, der Urgroßvater Imdad Khan, sein Großvater Enayat Khan und sein Vater, der berühmte Sitarspieler Vilayat Khan, der auch sein Lehrer war. Er hatte ab dem dritten Lebensjahr Sitarunterricht und trat bereits sechsjährig öffentlich auf.
Bald spielte er nicht nur bei den großen nationalen Festivals in Indien, sondern hatte auch internationale Auftritte in Europa, den USA, Kanada, Japan, China, der Mongolei und anderen ostasiatischen Ländern. Zum 50. Jahrestag der Unabhängigkeit Indiens trat er in der Carnegie Hall in New York, dem Paramount Theatre in Seattle, dem Meyers Symphony Theater in Dallas und vor den Vereinten Nationen in Genf auf.
Khan ist ein Vertreter der nach seinem Urgroßvater benannten Musikschule Imdadkhani gharana, arbeitete aber häufig mit Vertretern anderer Musikrichtungen zusammen. Er trat in den USA 2000 mit Seiji Ozawa und Luciano Pavarotti auf, nahm 2004 mit dem indisch-persischen Ghazal-Ensemble das Album Rain auf, das für einen Grammy als bestes traditionelles Weltmusikalbum nominiert wurde, und sein Album Lost Songs of the Silk Road kam 2009 unter die Liste der 100 größten Weltmusikalben aller Zeiten von Amazon.
Mit Asha Bhosle gab er 2010 Konzerte in Birmingham, Leicester und in der Royal Festival Hall in London, und ihr gemeinsames Album kam 2011 auf die Liste der Top of the World CD des Songlines Magazine. 1993–94 war Shujaat Khan Artist in Residence an der University of Washington, als Gast unterrichtete er auch an der Dartington School of Music in England, und der University of California, Los Angeles.